# Distretto di Castellammare
Il distretto di Castellammare fu una delle suddivisioni amministrative del Regno delle Due Sicilie, subordinate alla provincia di Napoli, soppressa nel 1860.

## Istituzione e soppressione
Fu costituito con la legge 132 del 1806 Sulla divisione ed amministrazione delle province del Regno, varata l'8 agosto di quell'anno da Giuseppe Bonaparte. Con l'occupazione garibaldina e l'annessione al Regno di Sardegna del 1860, l'ente fu soppresso.

## Suddivisione in circondari
Il distretto era suddiviso in successivi livelli amministrativi gerarchicamente dipendenti dal precedente. Al livello immediatamente successivo, infatti, individuiamo i circondari, che, a loro volta, erano costituiti dai comuni, l'unità di base della struttura politico-amministrativa dello Stato moderno. Ai questi ultimi potevano far capo i casali, centri a carattere prevalentemente rurale. I circondari del distretto di Castellammare ammontavano a dieci ed erano i seguenti:
- Circondario di Castellammare:
Castellammare (con i casali di Botteghelle, Fratte, Mezzapietra, Privati, Santo Spirito - Santa Lucia e Scanzano);
- Circondario di Torre dell'Annunziata:
Torre Annunziata e Boscoreale (con i casali di Aquino, Flocco e Grazie);
- Circondario di Bosco Tre Case:
Boscotrecase (con i casali di Bosco, Annunziatella e Oratorio) e Poggiomarino;
- Circondario di Ottajano:
Ottajano (con Ottajano Centro (detto l'Abitato), e i casali di San Giuseppe, Casilli, Falangone-Santa Maria la Scala, San Gennarello, Terzigno, Boccia al Mauro e Passanti);
- Circondario di Gragnano:
Gragnano, Lettere (con i casali di Orsano, Fuscoli, San Nicola e Sant'Antonio Abate), Casola di Napoli e Pimonte (con il casale di Franche);
- Circondario di Vico Equense:
Vico Equense (con i casali di Arola, Bonèa, Fornacelle, Massaquano, Moiano, Montechiaro, Pacognano, Preazzano, San Salvatore, Seiano e Ticciano);
- Circondario di Sorrento:
Sorrento (con i casali di Casarlano e Priora);
- Circondario di Piano di Sorrento:
Piano di Sorrento (con i casali di Carotto, Pozzopiano, Sant'Agnello e Trinità) e Meta di Sorrento (con i casali di Albori e Trarivi);
- Circondario di Massalubrense:
Massa Lubrense (con i casali di Acquara, Marciano, Monticchio, Nerano, Pastena, Sant'Agata sui Due Golfi, Schiazzano, Termini e Torca);
- Circondario di Capri:
Capri e Anacapri;
- Circondario di Agerola[2]:
Agerola (con i casali di Bomerano, Campora, Pianillo e San Lazaro);